# Mirco Gualdi
Mirco Gualdi (* 7. Juli 1968 in Alzano Lombardo) ist ein ehemaliger italienischer Radrennfahrer.
1985 wurde Mirco Gualdi Dritter der italienischen Meisterschaft der Junioren im Straßenrennen. 1986 belegte er bei den UCI-Straßen-Weltmeisterschaften 1986 im Straßenrennen Platz vier und 1989 Platz 15.  1990 wurde er im japanischen Utsunomiya Straßen-Weltmeister der Amateure und belegte Rang drei der italienischen Straßenmeisterschaft. 1991 wurde er Neunter der Straßen-WM. Beim Straßenrennen der Olympischen Spiele 1992 in Barcelona belegte er Rang 71.
Von 1993 bis 2000 war Gualdi Profi-Radrennfahrer, ohne jedoch größere Erfolge erringen zu können. 1998 belegte er Platz drei der italienischen Meisterschaft im Einzelzeitfahren und wurde Zweiter bei Paris–Tours.